# Micropolis
El Micropolis és un videojoc de construcció de ciutats basat en el codi del SimCity, que va ser donat el 10 de gener del 2008 al projecte One Laptop per Child sota la GPL 3. El seu desenvolupador és Don Hopkins.
Micropolis està basat a la versió X11 per a Unix del SimCity. La interfície Tcl/Tk es va substituir per una programada en Python, i el nucli de C es va reestructurar i es va passar a C++.

## Jugabilitat
Al joc, els jugadors han de construir i mantenir una ciutat. Un jugador ha d'assignar tres àrees a la ciutat: "Residencial" (cases residencials), "Comercial" (botigues) i "Industrial" (indústria). Les instal·lacions i serveis, com ara la policia i els bombers, han d'estar presents i, finalment, cal establir carreteres per connectar-ho tot. Tots els edificis de la ciutat han de tenir suficient electricitat. Els desastres com el tornados i els terratrèmols poden aparèixer per la ciutat.